# James Francis Stephens
James Francis Stephens (Shoreham-by-Sea, 16 de setembro de 1792 – Londres, 22 de dezembro de 1852) foi um entomologista e ornitologista inglês.

## Trabalhos publicados
- Nomenclature of British Insects: Being a Compendious List of Such Species (1829).
- Os últimos seis volumes da obra General Zoology, or systematic natural history (1800-26) (16 volumes) depois da morte de George Shaw.
- A systematic Catalogue of British insects: being an attempt to arrange all the hitherto discovered indigenous insects in accordance with their natural affinities. Containing also the references to every English writer on entomology, and to the principal foreign authors. With all the published British genera to the present time(1829.)
- Illustrations of British Entomology; or, a synopsis of indigenous insects, containing their generic and specific distinctions; with an account of their metamorphoses, times of appearance, localities, food, and economy, as far as practicable.In ten volumes. (1828-1846).